# Blackswan
Blackswan (en hangul, 블랙스완; beullaegseuwan, estilizado BLACKSWAN), es un grupo femenino surcoreano, creado por DR Music. El grupo actualmente está compuesto por cuatro integrantes: Fatou, Gabi, Sriya y Nvee. El grupo debutó originalmente como Rania el 7 de abril de 2011. El 25 de junio de 2020, se anunció que el grupo cambiaría de nombre a Blackswan. Con este nombre se publicó el 16 de octubre de 2020 el álbum Goodbye Rania.

## Carrera

### Predebut
Originalmente, el grupo debutaría a mediados de 2010 como la tercera generación de Baby V.O.X. Sin embargo, su compañía discográfica DR Music decidió cambiar el nombre del grupo a Rania, siendo compuesto por ocho miembros: Saem —más tarde conocida como Yina—, Lucy —más tarde conocida como Jooyi—, Sarah, Riko, Joy, Di, T-ae y Xia. T-ae, Riko y Yina fueron elegidas para protagonizar junto al exmiembro de 2PM Jay Park en su película Hype Nation, lo que provocó que DR Music retrasara el debut del grupo. A principios de 2011, Sarah decidió dejar el grupo y fue reemplazada por la aprendiz china Yijo, sin embargo, la miembro Yina en 2022 reveló que aunque la empresa tenía a Yijo en el alineamiento final, ella no debutó porque consideraron que ella no estaba apta para debutar.
El 1 de julio de 2020, Youngheun publicó una carta en su Instagram agradeciendo a los fanes su continuo apoyo. Reveló que iba a ser parte de BS junto a Hyemi y algunas nuevas integrantes. El 7 de julio del mismo año el grupo fue designado como embajador de Pieonchang-gun, junto con K-Tigers Zero, para promocionar el país. La noticia también reveló la adición de dos nuevas miembros.

### 2011-12: Debut como Rania y cambios en la alineación

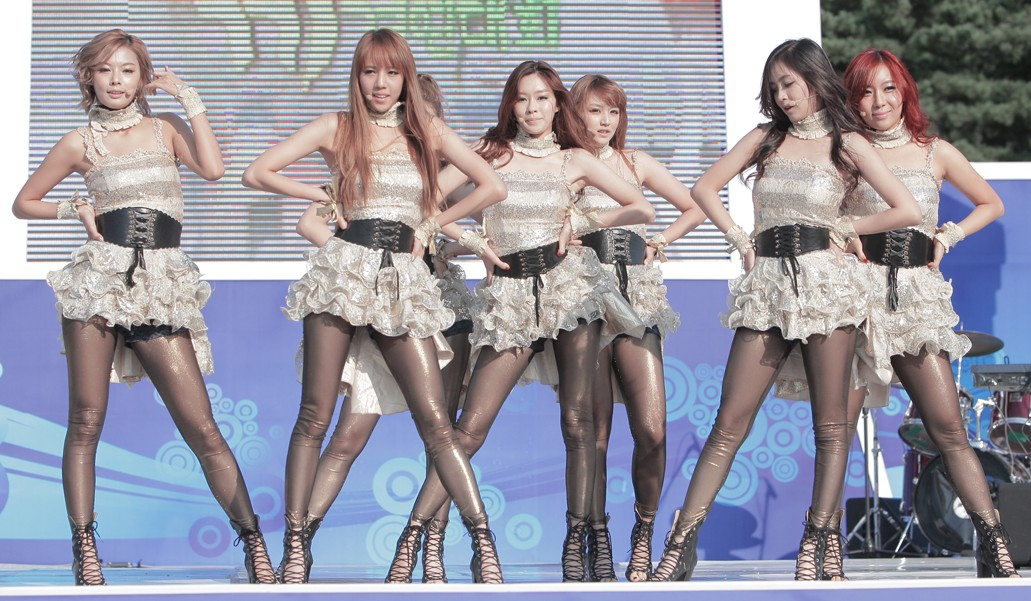
Rania el 1 de septiembre de 2011.

Rania hizo su debut en abril de 2011 como un grupo de siete miembros formado por Saem, Jooyi, Riko, Joy, Di, T-ae y Xia. El 6 de abril, Rania realizó una presentación en Music Bank con el EP Teddy Riley, the First Expansion In Asia y su canción «Dr. Feel Good», compuesta por Teddy Riley originalmente para Lady Gaga. El videoclip y las presentaciones en vivo crearon controversias en Corea del Sur, ya que algunos espectadores expresaron que la imagen del grupo era demasiado provocativa. Como resultado, Rania se vio obligado a cambiar su coreografía y hacer algunos cambios en el vestuario. Después de la promoción de «Dr. Feel Good», el grupo regresó en junio con su primer sencillo digital «Masquerade», también compuesto por Riley. A pesar de haber planeado conciertos en Estados Unidos, el grupo no hizo más giras. Poco después, Riley discutió con su sello discográfico y anunció que cortaba su relación con el grupo.
El grupo lanzó su segundo EP, Time to Rock da Show, el 16 de noviembre de 2011. El 30 de mayo de 2012, Rania interpretó una nueva canción llamada «Killer» en Dream Concert. En junio del mismo año Joy anunció su abandono del grupo, pero DR Music afirmó que estaba en ausente porque la casa de sus padres en Tailandia se había visto afectada por la inundación que ocurrió en el momento del lanzamiento. Joy eliminó su cuenta oficial de Twitter poco después.
Rania regresó el 16 de septiembre con su segundo sencillo digital «Style», con un video musical lanzado el 20 de septiembre. Joy no apareció en el regreso, aunque DR Music afirmó que todavía era miembro del grupo.

### 2013-14:Just Go, pausa temporal y cambio de miembros

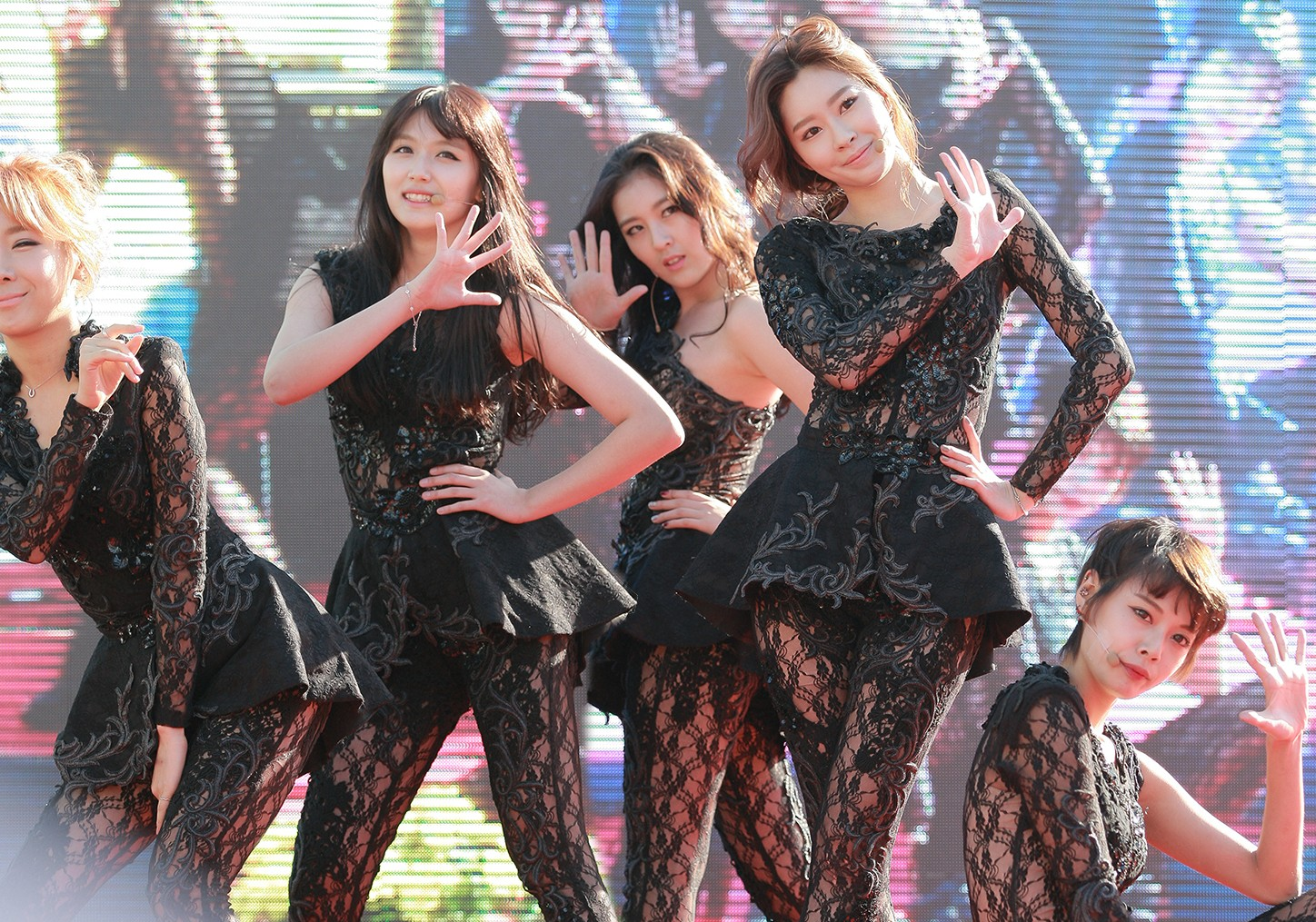
Rania el 4 de octubre de 2013.

Rania lanzó el sencillo principal «Just Go» el 8 de marzo de 2013, junto con su primer álbum de estudio, titulado Just Go (Goodbye's the New Hello). Riko no participó en este regreso. También anunciaron que debutarían en Estados Unidos en el verano. Empire Records se encargaría de la distribución, mientras que Fireworks se encargaría de su carrera estadounidense. Se esperaba que Larry Rudolph y Adam Leber, dos de los gerentes de Britney Spears, fueran los gerentes de Rania durante sus promociones en Estados Unidos. A partir del 21 de mayo, Rania comenzó a filmar su programa MTV Road to Fame en Los Ángeles y otras ciudades estadounidenses. El programa presentaría los preparativos del grupo para su debut en Estados Unidos y se emitiría durante tres meses. También se reveló que el álbum presentaría colaboraciones con Snoop Dogg y 2 Chainz. Sin embargo, el debut estadounidense de Rania se retrasó nuevamente en junio. Mientras tanto, el grupo filmó una película comercial para Woongjin Waterpark Play °C y lanzó un sencillo digital especial titulado «Up» para los fanes el 5 de julio. Poco después, Riko volvió a ausentarse.
En mayo de 2014, el grupo firmó con el sello español INGENIOmedia y confirmó que regresaría en julio con «Acceleration» y una segunda ronda de promociones en septiembre. El sello también confirmó que estaban buscando un sexto miembro para reemplazar a Riko, que había estado ausente desde «Just Go». Después de un incidente en el que un miembro del personal de INGENIOmedia filtró la canción de regreso de Rania a un fan sasaeng, la compañía cortó los lazos con el grupo, afirmando que estaban «tardando demasiado». INGENIOMedia emitió después un comunicado diciendo que no estaban buscando una integrante para reemplazar a Riko, disculpándose por cualquier confusión.
A finales de 2014, la agencia emitió un comunicado sobre la posible salida de Saem. Los seguidores notaron que ella no había participado en todas las actividades y giras, así como la eliminación de todas sus redes sociales, lo que provocó rumores sobre su salida. La agencia negó la declaración y, el mismo día, se anunció la partida de Riko para concentrarse en sus estudios universitarios. Después de su salida se anunció que Sharon Park se integraría al grupo, como reemplazo de Riko.

### 2015-16:Demonstrate, cambio de miembros y nuevo nombre
En enero de 2015, después de que Jooyi no hiciera apariciones públicas, DR Music respondió que estaba en descanso. Poco después, en abril de ese año, Sharon anunció que había dejado el grupo para concentrarse en su carrera como modelo.[cita requerida]
En julio de ese año, el grupo hizo una aparición con dos nueva miembros, Seulji y Hyeme y en octubre, se anunció que regresarían como un grupo de seis miembros el 6 de noviembre con su tercer EP Demonstrate. El 3 de noviembre, se anunció de forma oficial a Seulji y Hyeme como nuevas integrantes y se anunció también que Demonstrate presentaría a la rapera afroamericana Alexandra Reid, que sería la primera mujer negra en ser miembro oficial de un grupo femenino surcoreano. El 4 de noviembre, DR Music confirmó que Reid se uniría al grupo y confirmó la salida de Saem y Jooyi.
DR Music envió una carta a los fanes anunciando su proyecto Makestar, informándoles que el regreso de Rania se había retrasado hasta agosto de 2016 y que estaban trabajando en un proyecto de Hyeme y Alex. Sin embargo, el 13 de julio de 2016, Makestar anunció que debido a los repetidos intentos sin éxito de contactar a DR Music sobre el progreso del proyecto y «el comportamiento irresponsable y la postura continua adoptada por el creador del proyecto Rania, y [su] falta de voluntad para ignorar el inconveniente, esto [estaba] causando el retraso del proyecto», por lo que se canceló y todo el dinero fue devuelto a los fanáticos.
El 26 de mayo, se reveló que las últimos tres miembros originales del grupo —Di, T-ae y Xia— optaron por no renovar sus contratos y dejaron el grupo para unirse a una nueva agencia, Enter Hama. Aunque anunciaron que redebutarían como Ela8te, esto no llegó a suceder.
El 26 de junio, Rania actuó en un evento en China con tres aprendices de DR Music: Jian, Jieun —exmiembro de LPG— y Crystal. El 15 de agosto, Alex anunció que era la nueva líder del grupo. El 25 de octubre, actuaron con dos aprendices de DR Music —Ttabo y Hyeonji— en el Festival Internacional de Cine de Seúl ICARUS Drone. Dos días después, DR Music declaró que elegirían nuevos miembros de Rania entre las siete aprendices de DR Music. El 23 de diciembre, DR Music reveló una imagen del teaser de BP Rania —«Black Pearl» Rania, en referencia al tono de piel más oscuro de Alex) e insinuó un regreso como un grupo de siete miembros. El 24 de diciembre, se reveló una imagen teaser de Hyeme y la nueva integrante Jieun. El 25 de diciembre, se revelaron las imágenes de Zi.U —antes conocida como Seulji— y la nueva integrante Yumin. El 26 de diciembre, DR Music reveló imágenes de Alex y la nueva integrante china Ttabo. Se informó que la exmiembro Saem se reincorporó al grupo dos años después de su partida a fines de 2014 y cambió su nombre artístico a Yina. DR Music dijo «A través de la empresa española INGENIOmedia, la canción estará disponible en más de 60 países de todo el mundo».

### 2017:Refresh 7thy cambio de integrantes

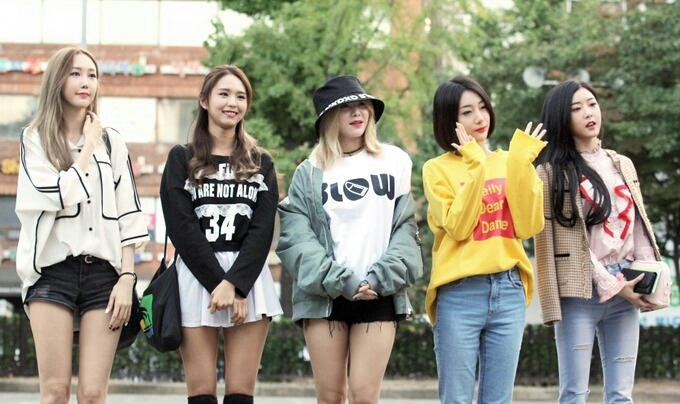
BP Rania el 15 de septiembre de 2017.

El 10 de febrero de 2017, DR Music anunció que BP Rania comenzaría las promociones de su segunda canción «Make Me Ah» del EP Start a Fire, el 14 de febrero. También se anunció que esta sería la primera vez que Alex participaría en la coreografía completa.
El 21 de febrero, la discográfica informó de que la empresa fue contactada por «una compañía de producción bien establecida» con una oportunidad de actuación para Alex, a lo que respondieron publicando un comunicado diciendo que esperaban que los fanes pudieran entender los beneficios de esta oportunidad, y que la misma «permitiría al grupo ganar exposición y ayudar al éxito de BP Rania expandiendo su base de fanáticos». DR Music aseguró a los fanes que Alex seguiría siendo una integrante totalmente activa de BP Rania, y que volvería a sus horarios habituales tras su regreso a Corea. El 28 de febrero, Rania lanzó su primer álbum recopilatorio Rania Legends, compuesto por canciones desde "Dr Feel Good" hasta "Start a Fire".
El 12 de mayo, DR Music anunció que estaba buscando de tres a cuatro nuevos miembros para iniciar BP Rania W, un grupo mundial que promocionaría junto a los miembros actuales de BP Rania. A finales de marzo, Yina reveló que había dejado el grupo de nuevo, y la agencia confirmó más tarde su salida del grupo para centrarse en la actuación.
BP Rania continuó como grupo de seis miembros y lanzó su quinto EP Refresh 7th el 12 de agosto, con la canción «Beep Beep Beep». La promoción generó polémica cuando los espectadores se dieron cuenta de que Alex tenía pocas líneas y pasaba la mayor parte de la actuación de pie a un lado mientras los cinco miembros restantes seguían bailando y cantando. Cuando estos pidieron a la compañía que lo aclarara, el coreógrafo respondió, «Alex dijo que no lo haría porque es una rapera», a lo que Alex contestó a través de Twitter: «Si estas mentiras siguen saliendo a la luz por arte de magia, voy a salir con la verdad. Que se sepa de verdad». DR Music emitió entonces un comunicado en el que decía que "los rumores de que Alexandra no quería, no podía o no estaba presente en los entrenamientos para participar en la coreografía completa son falsos. Su nivel de talento sólo es superado por su ética de trabajo y su dedicación al equipo. Es por esas razones que le dimos el puesto de líder".
Poco después se anunció que Alex había dejado el grupo.
El 13 de septiembre se anunció que el grupo volvería con "Breathe Heavy" de su EP Refresh 7th.

### 2018-2019: Rania, parón y cambios de integrantes
En enero de 2018, la discográfica DR Music emitió un comunicado en el que afirmaba que Ttabo estaba rodando una película en China, después de que los fans se dieran cuenta de que había faltado a varias apariciones con el grupo. El 31 de mayo, DR Music anunció la salida de Yumin del grupo debido a que «recientemente ha tenido que hacer frente a circunstancias que le hacen cada vez más difícil seguir la extremadamente exigente agenda del equipo». También se anunció que el grupo volvería en junio y que lanzaría un álbum recopilatorio en agosto, pero ninguno de los dos acontecimientos sucedió. Poco después se anunció que Yumin y el antiguo miembro de Topp Dogg, P-Goon, se habían casado y estaban esperando un hijo. Tiempo después, la pareja se divorció.
El 28 de junio, se anunció que un nuevo miembro llamado Namfon se había unido al grupo, convirtiéndose en el segundo miembro tailandés del grupo. Hizo su primera aparición en la gira de Rania por Malasia.
El 7 de noviembre, cuando los fans le preguntaron si seguía siendo miembro, Ttabo declaró que era una «ex-celebridad». Poco después, los fans se dieron cuenta de que todos los miembros restantes del grupo habían eliminado «Rania» de sus cuentas de redes sociales y que la empresa había dejado de seguir a algunos de los miembros, lo que llevó a los rumores de que DR Music como empresa había entrado en bancarrota y había desaparecido y el grupo se había disuelto extraoficialmente.
El 18 de agosto de 2019, Rania anunció a través de su cuenta oficial de Instagram que actuarían en Rumanía del 4 al 5 de septiembre con tres nuevos miembros, aunque los nombres y las caras de los tres no se anunciaron todavía. Los fans empezaron a especular que esto significaba que Zi.U y Jieun habían dejado el grupo. El 28 de agosto, la cuenta oficial de YouTube del grupo subió un vídeo promocionando su actuación en Rumanía, además de revelar que los tres nuevos miembros eran Seunghyun, Larissa y el exmiembro de Stellar Youngheun, además de confirmar las salidas de Jieun, Zi.U y Ttabo.

### 2020-2022: Re-debut como Blackswan, cambios de integrantes y nuevos lanzamientos.
El 25 de enero de 2020, se anunció que Namfon había dejado el grupo.
El 26 de junio de 2020, Hyeme anunció a través de las páginas de las redes sociales de DR Music que los miembros de Rania en ese momento (excepto Seunghyun) volverían a llamarse B.S, que luego se cambió a Blackswan, con dos nuevos miembros: Judy y Fatou.
El 1 de julio de 2020, Youngheun publicó una carta en su Instagram agradeciendo a los fans por su apoyo. Reveló que iba a formar parte de B.S. junto a Hyemi y varios miembros nuevos. El 3 de julio, Lisa publicó una carta en la que también afirmaba que formaría parte del grupo bajo el nombre artístico de Leia.
El 7 de julio de 2020, Blackswan fue nombrado como uno de los embajadores de buena voluntad del condado de Pieonchang y anunciaron dos neuvos miembros. Durante una emisión de noticias del Canal A, Blackswan participó en una noticia sobre cómo la pandemia de COVID-19 estaba afectando a la industria del K-pop, y reveló que su debut se había pospuesto indefinidamente. El 9 de octubre de 2020, las páginas de las redes sociales de Blackswan anunciaron que debutarían con el álbum completo Goodbye Rania el 16 de octubre de 2020. El sencillo principal se tituló "Tonight".
El 9 de noviembre de 2020, Hyeme se vio envuelta en un escándalo en el que se reveló que supuestamente había estafado a un amigo 50 millones de KRW (aproximadamente 44 .800 dólares). El 10 de noviembre, DR Music anunció que Hyeme dejaría Blackswan debido a la expiración de su contrato de cinco años. También anunciaron que, debido a la mencionada controversia, Blackswan entraría en un breve paréntesis.
El 10 de mayo de 2021, DR Music anunció audiciones para un nuevo miembro. y el 14 de octubre de 2021, Blackswan lanzó su primer álbum sencillo Close to Me.
El 26 de mayo de 2022, DR Music anunció la integración de dos nuevas miembros, Sriya, originaria de India, y Gabi, de nacionalidad brasileña-holandesa, siendo la última, la segunda miembro de Brasil en unirse a Blackswan.
El 31 de julio de 2022, DR Music anunció que Youngheun y Judy habían decidido "graduarse" del grupo. Así convirtiendo al grupo en un cuarteto por segunda vez.
El 9 de noviembre, DR Music anunció que Leia le daría una pausa a sus actividades con el grupo por problemas de salud y que se encontraba en Brasil.
El 24 de diciembre, Blackswan subió un video detrás de escena de su sesión fotográfica navideña, ahí apareció Alena Smith, quien se incorporó al grupo y que promocionaría usando su nombre artístico NVee.

### 2023-presente:That Karma,Roll Up
El 31 de julio de 2023, la líder Fatou "confirmó en la aplicación Veeper" que la alineación actual de 4 miembros está finalizada, lo que indica que en realidad la miembro Leia había abandonado el grupo desde su pausa en noviembre de 2022. No se agregarán nuevos miembros.
El 19 de mayo de 2023, Blackswan volvió con un nuevo álbum sencillo “That Karma” y su tema principal “Karma”.El 6 de septiembre de 2023, Blackswan lanzó digitalmente una nueva versión de That Karma titulada That Karma - Pop Edition, que contiene la versión en inglés de la pista de su segundo álbum sencillo y agrega la nueva canción "A World Without Pain". Con el lanzamiento de la nueva versión retoman sus actividades con promociones de la canción “Cat & Mouse”. 
El 19 de julio de 2024, Blackswan anunció que el grupo lanzaría su primera obra extendida (EP), Roll Up, el 31 de julio de 2024. El vídeo musical del sencillo principal filmado en Dubai fue dirigido por Sagan Lee de Zanybros, quien había trabajado anteriormente con el grupo.

## Miembros

### Actuales
- Fatou (파투) (2020-presente)
- Gabi (가비) (2022-presente)
- Sriya (스레야) (2022-presente)
- Nvee (엔비) (2022-presente)

### Anteriores
- Joy (조이) (2011–2012)
- Riko (리코) (2011–2013)
- Jooyi (주이) (2011–2015)
- Di (디) (2011–2016)
- T-ae (티애) (2011–2016)
- Xia (시아) (2011–2016)
- Yina (이나), anteriormente conocida como Saem (샘) (2011–2014, 2016–2017)
- Alex (알렉산드라) (2015–2017)
- Yumin (유민) (2016–2018)
- Ttabo (따보) (2016–2018)
- Zi.U (지유), anteriormente conocida como Seulji (슬지) (2015–2019)
- Jieun (지은) (2015–2019)
- Namfon (남폰) (2018–2020)
- Seunghyun (승현) (2019–2020)
- Hyeme (혜미) (2015–2020)
- Judy (주디) (2020-2022)
- Youngheun (영흔) (2019-2022)
- Leia (레이아) (2020-2022)

### Línea de tiempo
- Rojo (vertical) indica un lanzamiento.
- Verde (vertical) representa el cambio de nombre a BP Rania.
- Morado (vertical) representa el cambio de nombre nuevamente a Rania.
- Azul (vertical) representa el cambio de nombre a Blackswan.

## Discografía
Álbumes de estudio
- 2013: Just Go (Goodbye's the New Hello)
- 2020: Goodbye Rania